# آبراهام هاسکل تاب
آبراهام هاسکل تاب (به انگلیسی: Abraham Haskel Taub) (زادهٔ ۱ فوریه ۱۹۱۱ در شیکاگو، ایلینوی – درگذشتهٔ ۹ آگوست ۱۹۹۹) ریاضیدان و فیزیکدان برجسته آمریکایی بود که آوازه اش به سبب مشارکت‌های مهمش در گسترش‌های نخستین نسبیت عام و همچنین هندسه دیفرانسیل و معادلات دیفرانسیل می‌باشد. او فضای تاب-نات را در نسبیت عام معرفی کرد.
تاب مدرک دکترای خود را در سال ۱۹۳۵ در دانشگاه پرینستون تحت راهنمایی نسبیت دان برجسته، هوارد پرسی رابرتسون گرفت.